# Tengermenti Flandria
Tengermenti Flandria (hollandul:Zeeuws-Vlaanderen, angolul: Zeelandic Flanders) a holland Zeeland tartomány legdélebbi régiója, Hollandia délnyugati csücskében található. Déli részén Belgiummal határos, míg északon a Schelde folyó határolja, amely elválasztja Zeeland tartomány többi részétől.

## Földrajza
Tengermenti Flandria a történelmi Flandria legészaknyugatibb fekvésű része volt, amelynek nagy része ma Belgiumban található. Délen a belga Nyugat-Flandria és Kelet-Flandria tartományokkal határos. Északon a Schelde folyó kiterjedt torkolata határolja a régiót, amelynek így nem volt szárazföldi összeköttetése Hollandia többi részével. A régió teljes területe 876 km², amelyből 733 km² szárazföld és 143 km² vízfelület.
Tengermenti Flandriát a Nyugati Schelde-alagút (Westerscheldetunnel) köti össze a Schelde folyásától északra található Vlissingen településsel, illetve Hollandia többi részével. Az alagút megépítése előtt csak kompon keresztül lehetett a régiót megközelíteni, gyalogosok és kerékpárosok részére ma is üzemel a komp. Az alagút megnyitásával szintén megszűnt a Perkpolder és Kruiningen között közlekedő kompjárat.
A Ghent-Terneuzen csatorna a régió területén halad keresztül.
A déli részen a Belgiummal közös Het Zwijn természetvédelmi terület található, míg keleten a Saeftinghe elsüllyedt városa körül kialakított természetvédelmi park.

## Részei
| Sluis |

| Terneuzen |

| Hulst |

2003 óta Tengermenti Flandria területe három közigazgatási egységre van felosztva: nyugaton Sluis, középen Terneuzen és keleten Hulst.

## Története

A régió nemhivatalos zászlaja

Néhány kisebb településtől eltekinte a ma Tengermelléki vagy Zeelandi Flandriaként ismert régió nem a Zeelandi Grófság része volt, hanem a délebbre fekvő Flandriai grófsághoz tartozott. Utóbbit a 9. században alapították, és a grófok uralmukat hamarosan kiterjesztették Zeeland szigetére, valamint a körülötte fekvő területekre. Az örökletes grófok kihalásával a régió előbb a burgundi hercegek, majd a Habsburg család birtoka lett a Tizenhét Tartomány részeként. Az északi tartományok függetlenségi háborúja során a régiót a hollandok elfoglalták és az nyolcvanéves háborút lezáró békeszerződés értelmében az önálló holland köztársaság része lett.
Kezdetben Tengermelléki Flandria a holland parlament közvetlen felügyelete alá tartozott Staats-Vlaanderen néven. 1795-ben, az forradalmi háborúkban az első francia köztársaság hadseregei Belgiumot és Hollandiát is meghódították, és ez a régió az Escaut départment része lett. 1815-ben, az Egyesült Holland Királyság megalakulásával került kialakításra a mai Zeeland tartomány, aminek Tengermenti Flandria is része lett. Az 1830-as belga szabadságharc során a hollandok sikerrel védelmezték a területet a belga és francia csapatok ellen, amely nem is lett az önálló Belgium része.

## Népesség
2005-ben a Tengermenti Flandria régió népessége 107 853 fő volt, a népsűrűség 147 fő/km².

### Nyelvhasználat
A régió nyugati részén hagyományosan a zeelandi flamandot beszélték, amely a nyugat-flamand egyik helyi változata, tulajdonképpen átmenetet képet a nyugat-flamand és a szabványos holland között.. A központi régióban a Land-van-Axels és a Land-van-Cadzands dialektusokat beszélik, míg a keleti részeken a brabanti befolyást mutató kelet-flamand nyelvjárás volt elterjedt. A holland nyelvű oktatás, kultúra és közigazgatás befolyása miatt a helyi nyelvjárások lassan visszaszorulnak és helyüket a holland nyelv veszi át a hétköznapi életben.

## Lásd még
- Flamand grófság
- Flandria
- Zeeland